# Весінос
Весінос (ісп. Vecinos) — муніципалітет в Іспанії, у складі автономної спільноти Кастилія-і-Леон, у провінції Саламанка. Населення — 311 осіб (2010).
Муніципалітет розташований на відстані близько 190 км на захід від Мадрида, 27 км на південний захід від Саламанки.
На території муніципалітету розташовані такі населені пункти: (дані про населення за 2010 рік)
- Карнеруело: 1 особа
- Касасола-дель-Кампо: 5 осіб
- Корбасера: 9 осіб
- Гальєгільйос: 10 осіб
- Ольмеділья: 9 осіб
- Санчиріконес: 2 особи
- Ла-Торре: 0 осіб
- Ла-Торріта: 0 осіб
- Весінос: 275 осіб

## Демографія
Динаміка населення (INE ):

## Зовнішні посилання
- Провінційна рада Саламанки: індекс муніципалітетів [Архівовано 23 квітня 2009 у Wayback Machine.]
- Посилання на Google Maps